# Giselle Blondet
Alba Giselle Blondet Gómez (nacida en Nueva York, Estados Unidos; 9 de enero de 1964) es una reconocida actriz, escritora y presentadora de radio y televisión, formada profesionalmente en Puerto Rico.
Estudió en la Escuela Libre de Música en Puerto Rico.
Fue la conductora del certamen Nuestra Belleza Latina, de la cadena de televisión Univision y es la autora del libro Tengo 50 ¿y qué?, publicado por Random House y "Con Los Pies En La Tierra" publicado por Grijalbo en 2004.

## Cine/ Miniseries
- "Descontrol" Concierto de Despedida "Barbara"
- "Si, Virginia" ( 2012) película animada "Charlotte"
- Mujeres asesinas 3 (2010) - Luz, arrolladora - Luz María Toledo «Lucha»
- Feliz Navidad (2006) - Luz Rivera
- Cyberflic (1997) - Chelo
- El amor que yo soñé (1996)
- La conciencia de Lucía (1989) - Lucía

## Telenovela
- 2018: Mentiras Perfectas - Fernanda Serrano (actuación especial)
- 2002: Entre el amor y el odio - Eloísa Ortiz Montenegro de Belmonte
- 1995: Morelia
- 1993: Pasión de vivir
- 1992: Natalia
- 1990: Aventurera
- 1989: Karina Montaner
- 1988: Las Divorciadas II
- 1987: La isla - Elsa
- 1987: Apartamento de solteras
- 1986: El seductor
- 1986: La cruz de papel
- 1985: De qué color es el amor
- 1985: Cantaré para ti
- 1983: La verdadera Eva
- 1982: Julieta
- 1982: Laura Guzmán culpable
- 1982: Modelos S.A.
- 1981: Viernes social
- 1981: María Eugenia
- 1980: El ídolo
- 1980: Rojo verano
- 1979: Ariana

## Conducción
- La Mesa Caliente (Telemundo) 2022-presente
- Concierto "Somos, One Voice" 2017
- Pequeños Gigantes USA 2017
- Gran Hermano (Telemundo) 2016
- Nuestra Belleza Latina 2007-2013,2018
- Historias Para Contar
- Alejandro Fernández, Un Regalo Navideño 2007
- Lo Que No Vio de Premio lo Nuestro 2005-2012
- Noche de Estrellas: Latin Grammy 2005-2012
- Noche de estrellas : Premio lo Nuestro 2004-2012
- ¡Despierta América! (conductora) 1997-2005
- En Familia (conductora) 1992
- Somos Únicos (conductora) 1992